# John Fagan Henslowe Nugent
John Fagan Henslowe Nugent, britanski general, * 1889, † 1975.